# Antônio Brasileiro
Antônio Brasileiro — пятнадцатый студийный альбом бразильского музыканта Антониу Карлоса Жобина, выпущенный на лейбле Columbia Records после его смерти в 1994 году.

## Отзывы и признание
| Оценки критиков                   | Оценки критиков |
| Источник                          | Оценка          |
| --------------------------------- | --------------- |
| AllMusic                          | [ 1 ]           |
| The New Rolling Stone Album Guide | [ 2 ]           |

Ричард С. Джинелл из AllMusic заявил, что Жобин не только оставался активным до конца своей жизни, у него практически не было признаков творческого выгорания, что удивительно демонстрирует этот его последний альбом. В журнале Cash Box написали: «Какая простая, но элегантная дань уважения одному из великих музыкальных умов этого удивительного, загадочного города, известного как Рио-де-Жанейро. Само это слово вызывает в памяти образы тропического оазиса, не имеющего аналогов ни в одном другом. Музыка покойного Антониу Карлоса Жобина воплощена в этом эклектичном сборнике песен. Любители латиноамериканского джаза, а также любители аутентичной бразильской музыки найдут этот альбом по-настоящему очаровательным и мистически притягательным».
Пластинка получила премию «Грэмми» как лучший латинский джазовый альбом.

## Список композиций
1. «Só Danço Samba» (Антониу Карлос Жобин, Винисиус ди Морайс) — 2:05
2. «Piano Na Mangueira» (Антониу Карлос Жобин, Шику Буарки) — 2:40
3. «How Insensitive (Insensatez)» (Антониу Карлос Жобин, Винисиус ди Морайс, Норман Гимбел) — 3:44
4. «Querida» (Антониу Карлос Жобин) — 3:31
5. «Surfboard» (Антониу Карлос Жобин) — 3:06
6. «Samba de Maria Luiza» (Антониу Карлос Жобин) — 1:14
7. «Forever Green» (Антониу Карлос Жобин, Паулу Жобин) — 3:14
8. «Maracangalha» (Доривал Каимми) — 2:40
9. «Maricotinha» (Антониу Карлос Жобин, Доривал Каимми) — 3:44
10. «Pato Preto» (Антониу Карлос Жобин) — 4:20
11. «Meu Amigo Radamés» (Антониу Карлос Жобин) — 3:54
12. «Blue Train (Trem Azul)» (Роланду Баштуш, Лу Боргес) — 4:05
13. «Radamés Y Pelé» (Антониу Карлос Жобин) — 2:49
14. «Chora Coração» (Антониу Карлос Жобин, Винисиус ди Морайс) — 3:08
15. «Trem De Ferro» (Антониу Карлос Жобин, Мануэл Бандейра) — 4:34